# Rulitino
Rulitino (ros. Рулитино) – osiedle przy stacji kolejowej w zachodniej Rosji, w sielsowiecie małosołdatskim rejonu biełowskiego w obwodzie kurskim.

## Geografia
Miejscowość położona jest nad rzeką Ilok, 5 km od centrum administracyjnego sielsowietu małosołdatskiego (Małoje Sołdatskoje), 7 km od centrum administracyjnego rejonu (Biełaja), 89 km od Kurska.

## Demografia
W 2010 r. miejscowość zamieszkiwało 51 osób.